# Weber Unternehmensgruppe
Die Weber Unternehmensgruppe ist ein deutscher Industriedienstleister mit Sitz in Pulheim. Die Unternehmensgruppe betätigt sich in den Geschäftsfeldern „Rohrleitungsbau“, „Engineering“, „Kraftwerkservice“, „Instandhaltung“, „Armaturenservice“ und „Gerüstbau“. Im Bereich Rohrleitungsbau werden nach Unternehmensangaben jährlich 850.000 Meter Rohre verlegt und rund 800.000 Schweißnähte produziert.
Die Keimzelle der Weber-Gruppe wurde 1922 von Karl Weber in Merseburg gegründet. Im Jahr 1948 wurde der Unternehmenssitz aus der SBZ nach Köln verlegt. Bereits 1978 beschäftigte die Weber-Gruppe über 1000 Mitarbeiter. Nach der deutschen Wiedervereinigung wurde 1991 am Gründungsstandort Merseburg eine neue Tochtergesellschaft für Rohrleitungs- und Anlagenbau gegründet. Die Weber-Gruppe bezeichnet sich selbst als Marktführer im industriellen Rohrleitungsbau in Deutschland.
Die Weber Unternehmensgruppe zählt laut der Lünendonk-Liste zu den größten Industriedienstleistern Deutschlands.